# Dreamer (chanson d'Ozzy Osbourne)
Pour les articles homonymes, voir Dreamer.
Dreamer est un CD single d'Ozzy Osbourne.

## Titres

### Version Enhanced (Japon et Europe)
1. Dreamer (4:47)
2. Gets Me Through (edit) (4:10)
3. Black Skies (5:28)
4. Dreamer (Video)

### Version Japonaise
1. Dreamer (4:47)

### Version Dreamer / Gets Me Through
1. Dreamer (4:47)
2. Gets Me Through (edit) (4:10)
3. Black Skies (5:28)
4. Dreamer (Video)

### Version Internationale
1. Dreamer 04:46
2. Black Skies 05:26
3. Dreamer (acoustic version)